# Arie Hassink
Arie Hassink (Neede, 9 december 1950) is een voormalig Nederlands wielrenner. 
Hassink was een van de vele talenten uit de voormalige Amstel amateurploeg van Herman Krott in de zestiger en zeventiger jaren. In zijn amateurtijd werd hij getroffen door een longziekte, waardoor zijn doorbraak naar de top uitbleef. Op doktersadvies reed hij de rest van zijn carrière als amateur. 
Hassink won eenmaal het Nationaal kampioenschap op de weg en het eindklassement van Olympia’s Tour in 1977 en 1978. 
In 1976 werd hij bij de Olympische Spelen  25e in de individuele wegrace en 17e op de 100 km tijdrit voor ploegen.
Hassink begon na zijn wielercarrière een metaalbedrijf. Hij heeft een zoon (Arne Hassink) en een dochter die ook actief waren in het wielrennen.

## Belangrijkste uitslagen
1971
- Omloop van de Kempen
- 2e in de Ronde van Limburg
- 3e in de Ronde van Gelderland

1972
- proloog van Olympia’s Tour
- 2e in de Ronde van Midden-Nederland

1973
- 1e etappe van Olympia’s Tour

1976
- 1e NK op de weg, amateurs
- Omloop van de Kempen
- Ronde van Overijssel
- proloog van Olympia’s Tour
- 8e etappe van Olympia’s Tour
- 2e in het eindklassement Olympia’s Tour

1977
- 2e in de proloog Olympia’s Tour
- 3e etappe van Olympia’s Tour
- Eindklassement Olympia’s Tour
- 3e in de Omloop van de Kempen

1978
- 3e in de proloog Olympia’s Tour
- 1e etappe van Olympia’s Tour
- Eindklassement Olympia’s Tour
- 1e in Rund um Köln
- 4e etappe deel b Tour de Hainaut

1979
- 3e in de proloog Olympia’s Tour
- 2e in het eindklassement Ronde van Noord-Holland
- 2e in Ronde van Zuid-Friesland

1981
- 1e in Ronde van Zuid-Friesland
- 3e in de Ronde van Midden-Nederland
- 2e in de 6e etappe van Olympia’s Tour

1982
- 2e in Ronde van Drenthe
- 6e etappe van Olympia’s Tour

1983
- 3e in Ronde van Zuid-Holland